# Robert DeLeo
Robert DeLeo (Montclair, Nueva Jersey; 2 de febrero de 1966) es un bajista estadounidense que militó en la década de los '90 en los Stone Temple Pilots como miembro fundador junto a su hermano Dean. Formó parte de la banda Army of Anyone y se reintegró a los Stone Temple Pilots en 2008.

## Stone Temple Pilots
Robert conoció a Scott Weiland, futuro vocalista de STP, en un local en el que se estaba celebrando un concierto de Black Flag. Allí, Robert se da cuenta de que Scott estaba saliendo con la misma mujer que él, aunque el gusto por el mismo tipo de música y la impresión que le causó a DeLeo el ver la capacidad de Weiland acabó por despreciar las diferencias amorosas y se mudaron a San Diego, California, para formar una banda. Allí conocen a Eric Kretz, posterior batería de la banda, y Robert convence a su hermano Dean para que formase parte del grupo, el cual ya tenía el nombre de Mighty Joe Young. Una vez formada la banda, ésta comienza a ser oída en diversos bares de Los Ángeles y acaba firmando un contrato con Atlantic Records. Como el nombre Mighty Joe Young ya lo poseía otra formación, el grupo pasó a denominarse Stone Temple Pilots, que no tiene ningún significado según declaraciones de Weiland.
Robert permaneció en Stone Temple Pilots durante toda la vida de la banda, hasta que se separó debido a los constantes problemas de Weiland con las drogas.
En 2008 decidió reunirse con los miembros originales de la banda para separarse en el 2013.
En el 2013 se unió Chester Bennington a la banda para salir en el 2015 y concentrarse en Linkin Park.
Desde 2017 Jeff Gutt es el vocalista de Stone Temple Pilots con el cual sacaron un álbum con el mismo nombre.

## Talk Show y Army of Anyone
En 1997, durante un descanso de Stone Temple Pilots debido a los problemas de Weiland con la ley y las drogas, los hermanos DeLeo y Eric Kretz fundaron la banda Talk Show con el vocalista de Ten Inch Men, Dave Coutts. La formación editó un solo disco, homónimo, que a pesar de las favorables críticas que recibió no consiguió llegar muy alto en el ámbito comercial, por lo que la banda se separó cuando los miembros de Stone Temple Pilots regresaron con un recuperado Scott Weiland.
Después de la rutura de STP en 2003, los hermanos DeLeo se unen a Richard Patrick y Ray  Luzier para formar Army of Anyone, que sacó al mercado hasta ahora un único disco homónimo en noviembre de 2006, que fue acogido con grandes alabanzas por parte de la crítica.
- Datos: Q924486
- Multimedia: Robert DeLeo / Q924486